# Тропска година
Тропска година је временски период потребан да би се Сунце - гледано са Земље нашло у истој тачки и циклусу годишњих доба, на пример, од једне јесење равнодневнице до друге јесење равнодневнице или једног летњег солстиција до другог летњег солстиција.
Просечна дужина тропске године одређена је из многобројних мерења. Дужина тропске године скраћује се за 0,53 с по веку, тако је 1900. година износила 365,242196, а 2100. година ће износити 365,242184. Пролаз Сунца кроз пролећну тачку не пада сваке календарске године у исти дан и сат, већ касни за приближно 5ч 48м 45,2 с (0,2422 дана), зато и годишња доба могу почети 21. или 22. (22. или 23.). У складу са тропском годином мењају се и датуми почетка годишњих доба, зато се календарска година у Грегоријанском календару усклађује са трајањем тропске године, односно уводи се преступна година, век и др. Тропска година назива се још и Сунчева или астрономска година. Она се разликује се од Звездане или сидеричке године, а која представља Орбитални период Земље око Сунца и износи 365,2564 дана.
Просечно трајање тропске године износи 365 дана, 5 сати, 48 минута и 45,5 секунди.